# Policajt ze školky
Policajt ze školky (v anglickém originále Kindergarten Cop) je americká filmová krimi komedie režiséra Ivana Reitmana z roku 1990. Hlavní role ztvárnili Arnold Schwarzenegger, Penelope Ann Miller, Pamela Reed, Linda Hunt a Richard Tyson.

## Děj
Zásadový pochůzkář Kimble, působící na předměstí Los Angeles, dostává nový úkol: má vypátrat jistou svědkyni a nenápadně se ukrýt jako pedagog v mateřské školce; zde se drsný policista proměňuje v učiněného beránka, přičemž plní služební povinnosti.

## Obsazení
| Arnold Schwarzenegger              | John Kimble                       |
| Penelope Ann Miller                | Joyce Palmieri/Rachel Myatt Crisp |
| Pamela Reed                        | Phoebe O’Hara                     |
| Linda Hunt                         | paní Schlowski                    |
| Richard Tyson                      | Cullen Crisp                      |
| Carroll Baker                      | Eleanor Crisp                     |
| Christian Cousins a Joseph Cousins | Dominic Palmieri/Cullen Crisp Jr. |
| Andrew Dimarco                     | Zuch Sullivan                     |
| Richard Portnow                    | Salazar                           |
| Angela Bassettová                  | letuška                           |